# Костенко, Игорь Игоревич
Игорь И́горевич Косте́нко (укр. І́гор І́горович Косте́нко; 31 декабря 1991, Зубрец — 20 февраля 2014, Киев) — украинский журналист, студент-географ, активист Евромайдана, редактор Википедии. Погиб во время событий Евромайдана на улице Институтской. Герой Украины (2014, посмертно).

## Биография

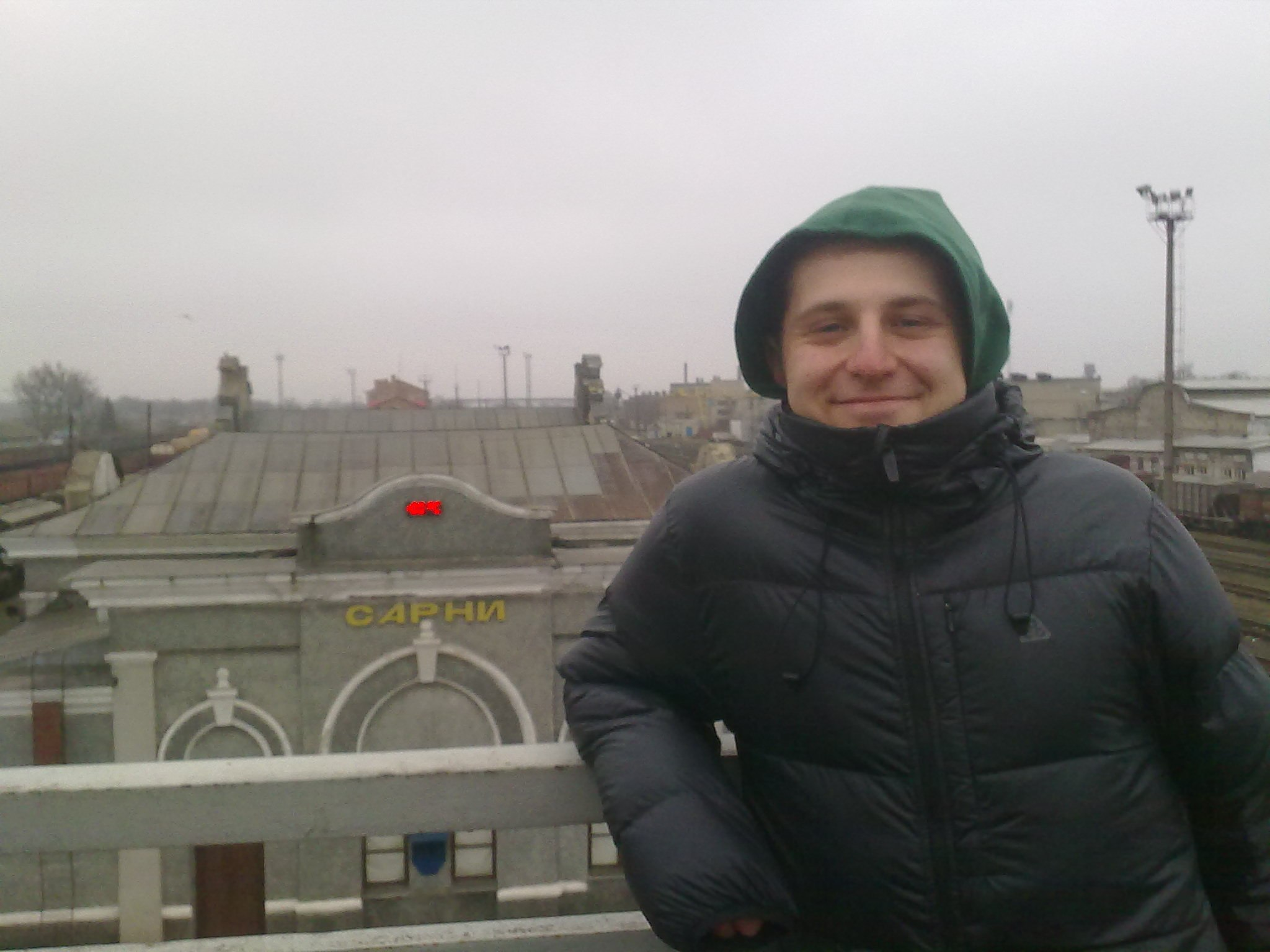

Родился 31 декабря 1991 года в селе Зубрец Бучацкого района Тернопольской области. Родители Игоря были на заработках в Санкт-Петербурге, поэтому он рос с бабушкой и дедушкой.
Учился в Зубрецкой общеобразовательной школе I—III ступеней, интересовался историей и географией. Учился на пятом курсе географического факультета Львовского национального университета имени Ивана Франко по специальности «Менеджмент организаций».
Работал журналистом интернет-издания «Спортаналитик». Был инициатором создания русскоязычного спортивного интернет-издания allsport24.com, сайт окончательно был запущен уже после его смерти.
Игорь Костенко был активным редактором украинской Википедии (ник Ig2000). За два с половиной года участия создал более 280 статей, сделал более 1600 правок. Одна из написанных статей впоследствии получила статус «хорошей». Также принимал активное участие в продвижении Википедии в социальных сетях, через которые пытался привлечь новых редакторов.
Увлекался спортом, в частности футболом, был фанатом львовских «Карпат».

## На Евромайдане
С первых дней принимал активное участие в событиях Евромайдана, неоднократно ездил в Киев. В частности, был на Майдане и в ночь на 30 ноября 2013 года, когда студенты были разогнаны «Беркутом». Последний раз поехал на киевский Евромайдан вечером 18 февраля 2014 года, и вместе с другими львовянами стал помогать строить баррикады. Утром 20 февраля был убит во время противостояния в центре Киева. Его тело было найдено возле Октябрьского дворца (МЦКИ ФПУ) на улице Институтской. В Костенко попали две пули: одна — в голову, а другая — в грудь. Кроме этого, у погибшего обнаружены переломы костей ног.

## Википедист года

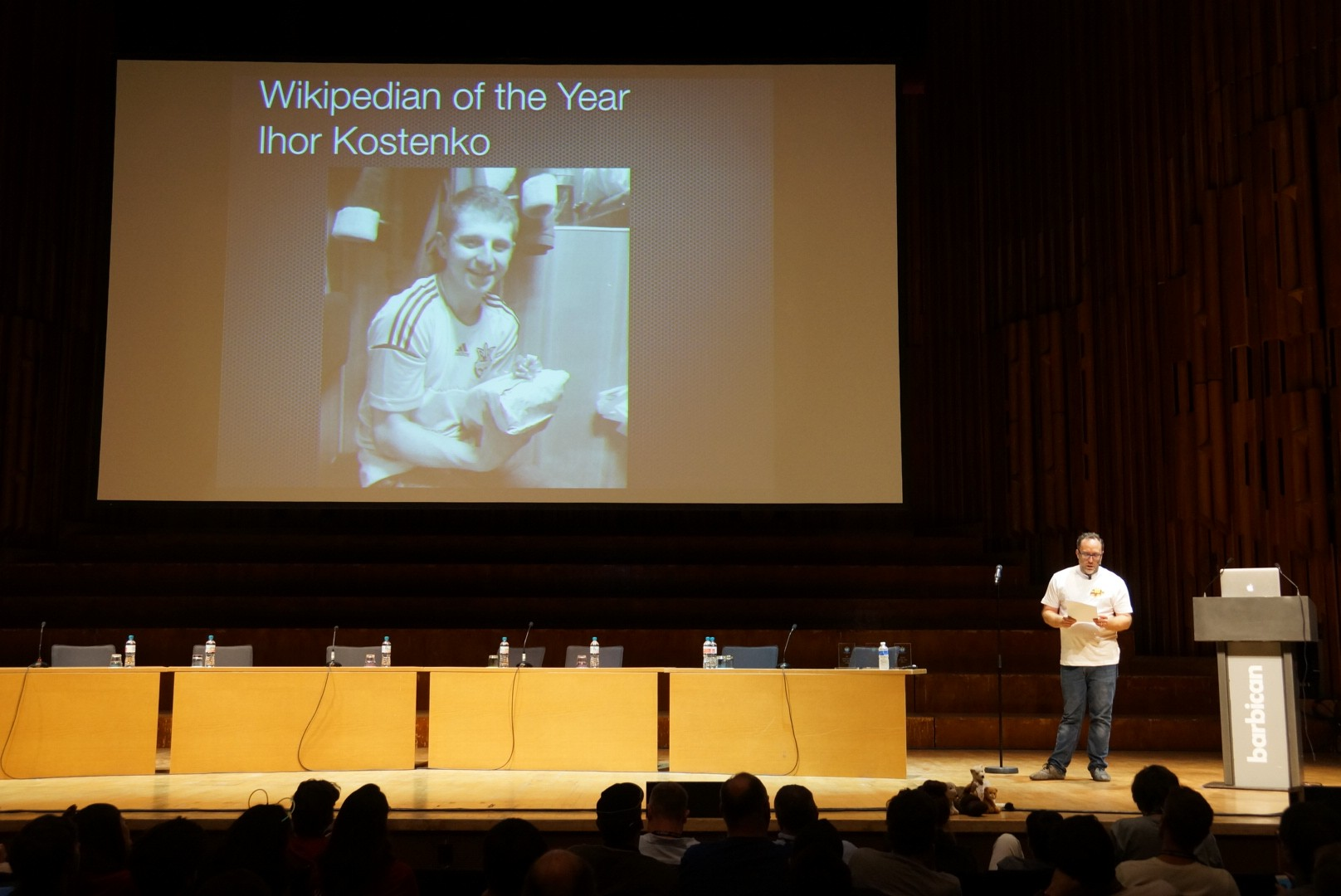
Джимми Уэйлс провозгласил Игоря Костенко википедистом года

10 августа 2014 года в Лондоне на церемонии закрытия ежегодной конференции «Викимания» сооснователь Википедии Джимми Уэйлс провозгласил Игоря Костенко википедистом года. 13 сентября 2014 года Джимми Уэйлс вручил награду родным Игоря Костенко в Киеве на международной ежегодной конференции YES.

## Награды
- Звание Герой Украины с удостаиванием ордена «Золотая Звезда» (21 ноября 2014 года, посмертно) — за гражданское мужество, патриотизм, героическое отстаивание конституционных принципов демократии, прав и свобод человека, самоотверженное служение Украинскому народу, проявленные во время Революции достоинства[13]
- Медаль «За жертвенность и любовь к Украине» (УПЦ КП, июнь 2015) (посмертно)[14]